# Independence (Missouri)
Independence je město v okresu Jackson County ve státě Missouri ve Spojených státech amerických. V Jackson County je Independence zároveň správním městem. Fakticky jde o satelitní město Kansas City. Jde přitom o páté nejlidnatější město státu Missouri.
K roku 2020 zde žilo 123 011 obyvatel. S celkovou rozlohou 203 km² byla hustota zalidnění 609 obyvatel na km². Ve městě vyrůstal americký prezident Harry S. Truman a narodil se v něm například herec Arliss Howard.